# Maya Weug
Maya Martine Els Weug (Pedreguer, 1 juni 2004) is een Nederlands-Belgisch-Spaans autocoureur. Vanaf 2021 maakt zij deel uit van de Ferrari Driver Academy, het opleidingsprogramma van het Formule 1-team van Ferrari.

## Carrière

### Karting
Maya Weug heeft een Belgische moeder en een Nederlandse vader. Zij begon op 7-jarige leeftijd met racen in de kartsport. Twee jaar later debuteerde ze op wedstrijdniveau in een regionale competitie in Spanje. In 2016 won zij de 60 Mini-klasse van de WSK Final Cup. Na het winnen van de FIA Girls on Track - Rising Stars competitie werd op 22 januari 2021 bekendgemaakt dat Weug als eerste vrouwelijke coureur is vastgelegd door de Ferrari Driver Academy, het talentenprogramma van het Italiaanse Formule 1-team  Ferrari.

### Formule 4
In 2021 maakte Weug de overstap naar het formuleracing en nam zij deel aan het Italiaans Formule 4-kampioenschap voor het team Iron Lynx. In haar debuutseizoen behaalde zij geen kampioenschapspunten en was een elfde plaats op het Autodromo Vallelunga haar beste resultaat. Zodoende eindigde zij op plaats 35 in het klassement. Ook reed zij in de eerste twee raceweekenden van het ADAC Formule 4-kampioenschap als gastcoureur, waarin een negende plaats op de Red Bull Ring haar beste race-uitslag. Aan het eind van het jaar werd zij ook uitgenodigd voor een testsessie in het FIA Formule 3-kampioenschap op het Circuit de Nevers Magny-Cours, waar zij naast Doriane Pin, Nerea Martí en Irina Sidorkova aan deelnam.
In 2022 bleef Weug actief in de Italiaanse Formule 4 bij het team Iron Dames, de nieuwe vrouwenafdeling van Iron Lynx. Zij kende een goed seizoen met een zesde plaats op het Autodromo Internazionale Enzo e Dino Ferrari als beste resultaat. Met 36 punten werd zij veertiende in de eindstand. Tevens reed zij opnieuw twee raceweekenden in de ADAC Formule 4, waarin een negende plaats op het Circuit Zandvoort haar beste race-uitslag was.

### Formule Regional
In 2023 stapte Weug over naar het Formula Regional European Championship (FREC), waarin zij voor KIC Motorsport reed. Een zesde plaats op het Circuit de Spa-Francorchamps was haar beste resultaat. Met 27 punten werd zij zeventiende in het kampioenschap. Zij was tevens de enige coureur van KIC die tijdens de races in de top 10 wist te eindigen.
In 2024 reed Weug enkel in het FREC-weekend op Imola bij KIC, waarin zij de races op de plaatsen 22 en 14 eindigde.

### F1 Academy
In 2024 stapte Weug over naar de F1 Academy, waarin zij voor Prema Racing reed. Op het Jeddah Corniche Circuit, Zandvoort en het Marina Bay Street Circuit stond zij in beide races op het podium, en ook op het Losail International Circuit behaalde zij een podiumfinish. Pas in de laatste race van het seizoen op het Yas Marina Circuit won zij voor het eerst. Met 177 punten werd zij achter Abbi Pulling en Doriane Pin derde in het kampioenschap.
In 2025 stapt Weug binnen de F1 Academy over naar het team MP Motorsport.